# Corey Bradshaw
|  | Dieser Artikel wurde aufgrund von formalen oder inhaltlichen Mängeln in der Qualitätssicherung Biologie zur Verbesserung eingetragen. Dies geschieht, um die Qualität der Biologie-Artikel auf ein akzeptables Niveau zu bringen. Bitte hilf mit, diesen Artikel zu verbessern! Artikel, die nicht signifikant verbessert werden, können gegebenenfalls gelöscht werden. Lies dazu auch die näheren Informationen in den Mindestanforderungen an Biologie-Artikel. |

Corey Bradshaw ist ein australischer Ökologe und Professor für Ökologische Modellierung an der University of Adelaide (Departement Ecology Evolution and Landscape Science).

## Leben
Bradshaw machte seinen Bachelor in Ecology 1992 an der Université de Montréal Québec, Kanada und seinen MSc in Zoology 1994 an der University of Alberta, Edmonton, Alberta in Kanada. Seinen Ph.D. in Zoology absolvierte er 1999 an der University of Otago, Dunedin in Neuseeland. Er erlangte 2005 das Postgraduate Certificate in Veterinary Conservation Medicine an der Murdoch University, Perth, Australien.

## Publikationen (Auswahl)
- LAURANCE WF, DC USECHE, J RENDEIRO, M KALKA, CJA BRADSHAW, SP SLOAN, SG LAURANCE, M CAMPBELL and 208 others. (2012): Averting biodiversity collapse in tropical forest protected areas. Nature doi:10.1038/nature11318
- SPEED, CW, MG MEEKAN, IC FIELD, CR MCMAHON, CJA BRADSHAW (2012): Heat-seeking sharks: support for behavioural thermoregulation in reef sharks. Mar Ecol Prog Ser doi:10.3354/meps09864
- HERRANDO-PÉREZ, S, S DELEAN, BW BROOK, CJA BRADSHAW. (2012): Strength of density dependence from census data increases from slow to fast life histories. Ecol Evol doi:10.1002/ece3.298